# Parafia św. Wojciecha w Bolesławiu
Parafia św. Wojciecha w Bolesławiu – parafia w diecezji tarnowskiej w dekanacie szczucińskim.
Do parafii w Bolesławiu należy również kaplica dojazdowa w Pawłowie.